# Brachypodium phoenicoides var. mucronatum
Brachypodium phoenicoides subsp. mucronatum é uma variedade de planta com flor pertencente à família Poaceae. 
A autoridade científica da variedade é (Willk.) Henriq., tendo sido publicada em Boletim da Sociedade Broteriana 20: 154. 1903 (1905).

## Portugal
Trata-se de uma variedade presente no território português, nomeadamente em Portugal Continental.
Em termos de naturalidade é nativa da região atrás indicada.

## Protecção
Não se encontra protegida por legislação portuguesa ou da Comunidade Europeia.